# Johnny Rodríguez
Juan Rodríguez Ríos, detto Johnny (San Juan, 16 maggio 1940), è un ex cestista portoricano.

## Carriera
Con Porto Rico ha disputato i Campionati mondiali del 1959 e i Giochi olimpici di Roma 1960.